# 野中翔平
野中 翔平（のなか しょうへい、1995年11月17日 - ）は、ジャパンラグビーリーグワン花園近鉄ライナーズに所属するラグビーユニオン選手でチームの主将。

## プロフィール
- 大阪府出身[1]。
- ポジションはフランカー(FL)、ナンバーエイト(No8)。
- 身長 183 cm、体重 100 kg
- 関西学生代表に選ばれたことがある。

## 略歴
2014年、東海大仰星高校卒業後、同志社大学に入学。なお東海大仰星高校時代、主将を務めて高校日本代表候補に選ばれたことがある。
2017年、同志社大学ラグビー部の主将に就任。
2018年、同志社大学卒業後、近鉄ライナーズ(現・花園近鉄ライナーズ)に加入。
2019年4月3日に行われたジャパンラグビートップチャレンジリーグ第1節清水建設ブルーシャークス戦に先発出場で公式戦初出場を果たす。
2021年、花園近鉄ライナーズの主将に就任。

## 受賞歴
- 2022ゴールデンショルダー (DIVISION 2)[6]